# 粗鱗鯿
粗鱗鯿（學名：Blicca bjoerkna）為輻鰭魚綱鯉形目雅羅魚科粗鱗鯿屬的其中一種，分布於歐洲大部分地區和鄰近的西亞。 然而，自然分佈不包括瑞典北部、芬蘭北部和挪威等外圍地區，以及不列顛群島的大部分地區（英格蘭南部除外），以及伊比利亞半島和意大利半島。亞洲分佈於里海和鹹海盆地以及安納托利亞黑海流域，本魚雄魚和雌魚的體型略有不同。與雄魚相比，雌魚的體側扁程度較低，相比之下呈圓形，整體更深一些，通常胸部有明顯的隆起。雄魚更苗條，更側扁。胸部沒有隆起，牠的寬度可能只有同等長度的雌魚的三分之二，因此重量要輕得多。雄性的頭部相當尖，鼻子看起來略微上翹，而雌性的頭部更圓，有一個短鼻子。在繁殖季節，雄性會長滿結節，腹部經常呈現淡紅色，胸鰭和腹鰭呈深朱紅色，而所有其他鰭會變得非常黑和不透明。同時，雌性會變得非常圓潤和深陷，體長可達35公分，最大重量因棲息地質量而異，但在最佳條件下可以為1.6公斤。然而，在正常情況下，大多數從不超過0.45公斤，在小池塘中甚至不超過0.3公斤。與頭相比，本魚的眼睛非常大，眼睛圓而突出，角膜呈淡黃色，虹膜呈黑色。無論魚的年齡如何，從吻尖到鰓板遠端的頭長大約是眼睛直徑的四倍，頭深是眼睛直徑的兩倍多。背鰭硬棘3枚、背鰭軟條8枚、臀鰭硬棘3、臀鰭軟條19-22枚、脊椎骨39-40枚。棲息在湖泊、水庫及溪流等底層水域，成群活動，以底棲性無脊椎動物、昆蟲幼蟲及水生植物為食，繁殖期在5至7月，可做為食用魚及觀賞魚。

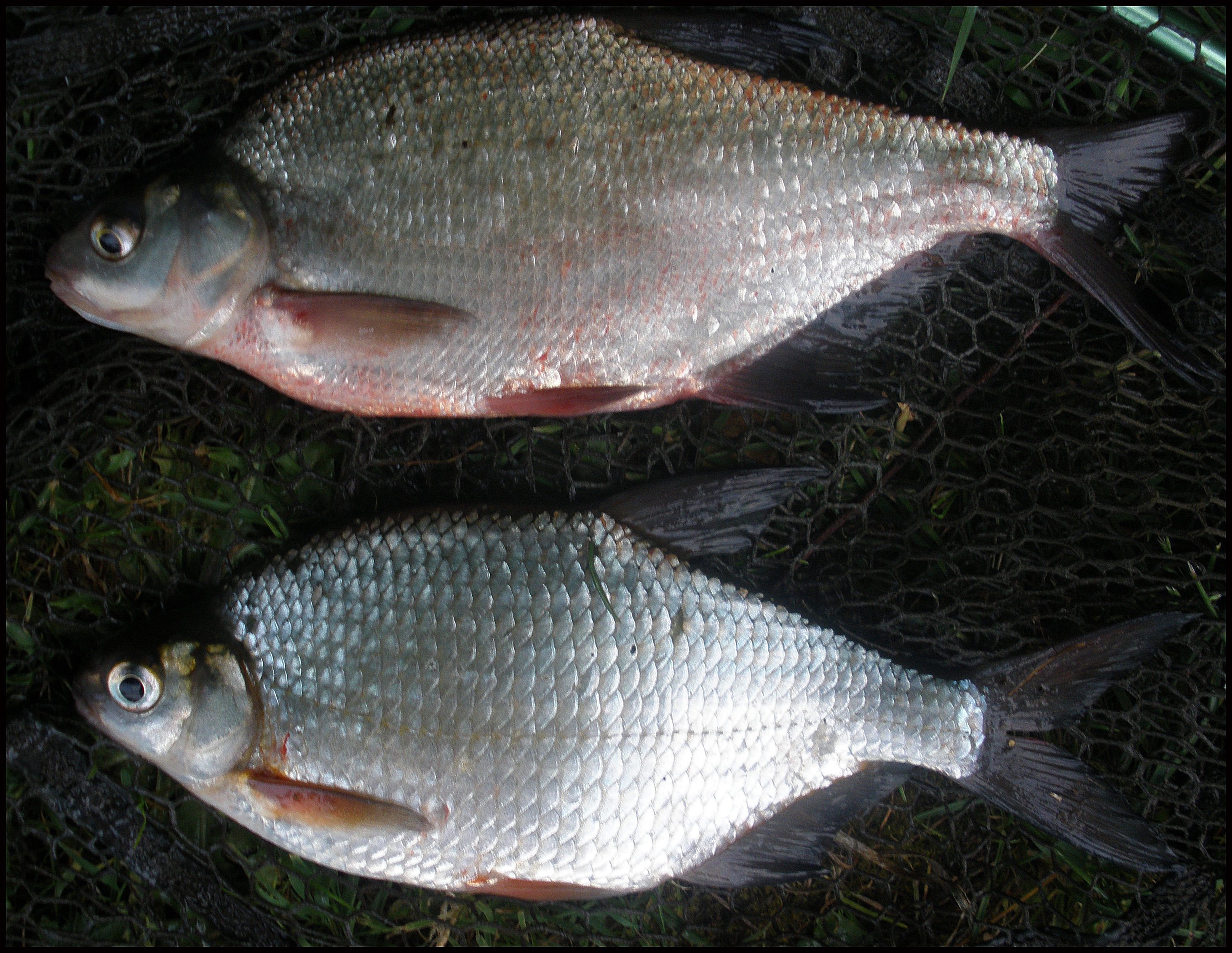
未成熟的粗鱗鯿(上)
成熟的粗鱗鯿(下)

## 扩展阅读
維基物種上的相關：粗鱗鯿